# (214) Aschera
(214) Aschera ist ein Asteroid des mittleren Hauptgürtels, der am 29. Februar 1880 vom österreichischen Astronomen Johann Palisa an der Marine-Sternwarte Pola in Istrien bei einer Helligkeit von etwa 12 mag entdeckt wurde.
Benannt wurde der Asteroid nach Aschera, einer semitischen Fruchtbarkeitsgöttin, die von den Phöniziern mit Astarte oder Ashtoreth gleichgesetzt wurde. Die Benennung erfolgte auf Vorschlag von Robert Müller, Direktor des Hydrografischen Amtes in Pola.

## Wissenschaftliche Auswertung
Mit Daten radiometrischer Beobachtungen im Infraroten mit der Infrared Telescope Facility (IRTF) am Mauna-Kea-Observatorium auf Hawaiʻi vom Dezember 1980 wurden für (214) Aschera erstmals Werte für den Durchmesser und die Albedo von 21 km und 0,55 bestimmt. Aus Ergebnissen der IRAS Minor Planet Survey (IMPS) wurden 1992 Angaben zu Durchmesser und Albedo für zahlreiche Asteroiden abgeleitet, darunter auch (214) Aschera, für die damals Werte von 23,2 km bzw. 0,52 erhalten wurden. Eine Auswertung von Beobachtungen durch das Projekt NEOWISE im nahen Infrarot führte 2011 zu vorläufigen Werten für den Durchmesser und die Albedo im sichtbaren Bereich von 36,9 km bzw. 0,21. Nachdem die Werte nach neuen Messungen 2012 auf 19,8 km geändert worden waren, wurden sie 2014 auf 25,0 km bzw. 0,45 korrigiert.
Als Asteroid der seltenen Tholen-Spektralklasse E besitzt er durch eine mineralische Oberfläche eine hohe Albedo. Eine spektroskopische Untersuchung von 820 Asteroiden zwischen November 1996 und September 2001 am La-Silla-Observatorium in Chile ergab für (214) Aschera eine taxonomische Klassifizierung als B-Typ. Spektroskopische Untersuchungen des Asteroiden mit der Infrared Telescope Facility (IRTF) am 16. August 2003 wiesen darauf hin, dass seine Oberfläche wie bei (44) Nysa aus Mischungen von einem hellen, Enstatit-ähnlichen Mineral und einem eisenarmen Orthopyroxen dominiert wird. Beobachtungen am 25. Mai 2004 am New Technology Telescope in Chile im sichtbaren Bereich und am 18. November 2004 am Telescopio Nazionale Galileo (TNG) auf La Palma im Infraroten bestätigten die spektrale Ähnlichkeit mit (44) Nysa und den taxonomischen E-Typ. In verschiedenen Untersuchungen aus 2009 und 2012 erfolgten auch noch Einstufungen als X-, Cgh- und C-Typ. Eine neuere Untersuchung aus 2022 gelangte aber wieder zu einer Klassifikation als Ek-Typ.
Nach einer ersten photometrischen Beobachtung von (214) Aschera vom 29. September bis 13. November 1979 am Table Mountain Observatory in Kalifornien, bei der aus der Lichtkurve eine Rotationsperiode von 6,835 h abgeleitet wurde, konnte der Asteroid erneut vom 22. Dezember 1997 bis 22. Februar 1998 am Charkiw-Observatorium in der Ukraine und am Krim-Observatorium in Simejis untersucht werden. Aus der Lichtkurve wurde eine Rotationsperiode von 6,833 h erhalten, während neue Beobachtungen vom 2. September bis 20. Oktober 2004 an der Außenstelle Tschuhujiw des Charkiw-Observatoriums und am Krim-Observatorium zu einer Rotationsperiode von 6,8335 h ausgewertet wurden. Eine Auswertung einer archivierten Lichtkurve vom Februar 1994 in Verbindung mit den neuen Messungen vom September 2004 führte zu einer Rotationsperiode von 6,835 h. Aus einer Kombination aller verfügbaren Messwerte konnten auch alternative Positionen für die Rotationsachse und die Achsenverhältnisse eines dreiachsig-ellipsoidischen Gestaltmodells bestimmt werden.
Aus aufgezeichneten Daten des Lowell-Observatoriums wurde dann in einer Untersuchung von 2016 ein dreidimensionales Gestaltmodell des Asteroiden für zwei alternative Positionen der Rotationsachse mit retrograder Rotation und einer Periode von 6,8337 h berechnet. Vom 4. bis 12. September 2021 erfolgten an verschiedenen spanischen Observatorien noch einmal neue photometrische Beobachtungen von (214) Aschera. Aus der Lichtkurve wurde hier eine Rotationsperiode von 6,833 h abgeleitet.
Aus archivierten Daten des Asteroid Terrestrial-impact Last Alert System (ATLAS) aus dem Zeitraum 2015 bis 2018 konnte in einer Untersuchung von 2022 mit der Methode der konvexen Inversion eine Rotationsperiode von 6,8339 h berechnet werden.

## Geplantes Raumsonden-Projekt
Bereits in einer Untersuchung aus dem Jahr 2001 wurde ein Szenario ausgearbeitet, in dem Raumsonden, die in fünf Startfenstern von 2004 bis 2010 gestartet würden, im Vorbeiflug Proben von Asteroiden sammeln und zur Erde zurückbringen könnten. Ein Start im November 2005 hätte dabei nach zwei Swing-by-Manövern an Venus und Erde neben (64) Angelina auch (214) Aschera erreichen und am 5. Juni 2009 mit einer Geschwindigkeit von 8,85 km/s an dieser vorbeifliegen können. Die Erde wäre wieder im Februar 2010 erreicht worden. Ein solches Projekt wurde aber nicht realisiert.